# Ник Моран
Ник Моран (енгл. Nick Moran; рођен 23. децембра 1969. у Лондону, Енглеска, Уједињено Краљевство) британски је глумац, режисер, сценариста и продуцент. Најпознатији је по улози Едија у филму Две чађаве двоцевке, као и једног од Волдеморових смртождера у последња два филма серијала Хари Потер.

## Филмографија
| Улоге Ника Морана |                                         |               |                  |          |
| Година            | Српски назив                            | Изворни назив | Улога            | Напомена |
| 1990.             | Пријатељска песма                       |               | Мајк             |          |
| 1998.             | Две чађаве двоцевке                     |               | Ед               |          |
| 2001.             | Други живот                             |               | Перси Томпсон    |          |
| 2001.             | Мускетар                                |               | Арамис           |          |
| 2004.             |                                         |               | Брајан Макгрегор |          |
| 2006.             |                                         |               | Џон Њутон        |          |
| 2007.             | Заробљеници сунца                       |               | Адам Прајм       |          |
| 2009.             | Гол III: Заузимање света                |               | Ник Ешворт       |          |
| 2010.             | Хари Потер и реликвије Смрти: Први део  |               | Шугавко          |          |
| 2011.             | Хари Потер и реликвије Смрти: Други део |               | Шугавко          |          |